# Tod am heiligen Berg
Tod am heiligen Berg ist der zwölfte Kriminalroman in einer Serie von Tony Hillerman. Unter dem Titel The Fallen Man erschien er 1996 in englischer Sprache, deutschsprachig 1998 im Rowohlt Taschenbuch Verlag.

## Kontext

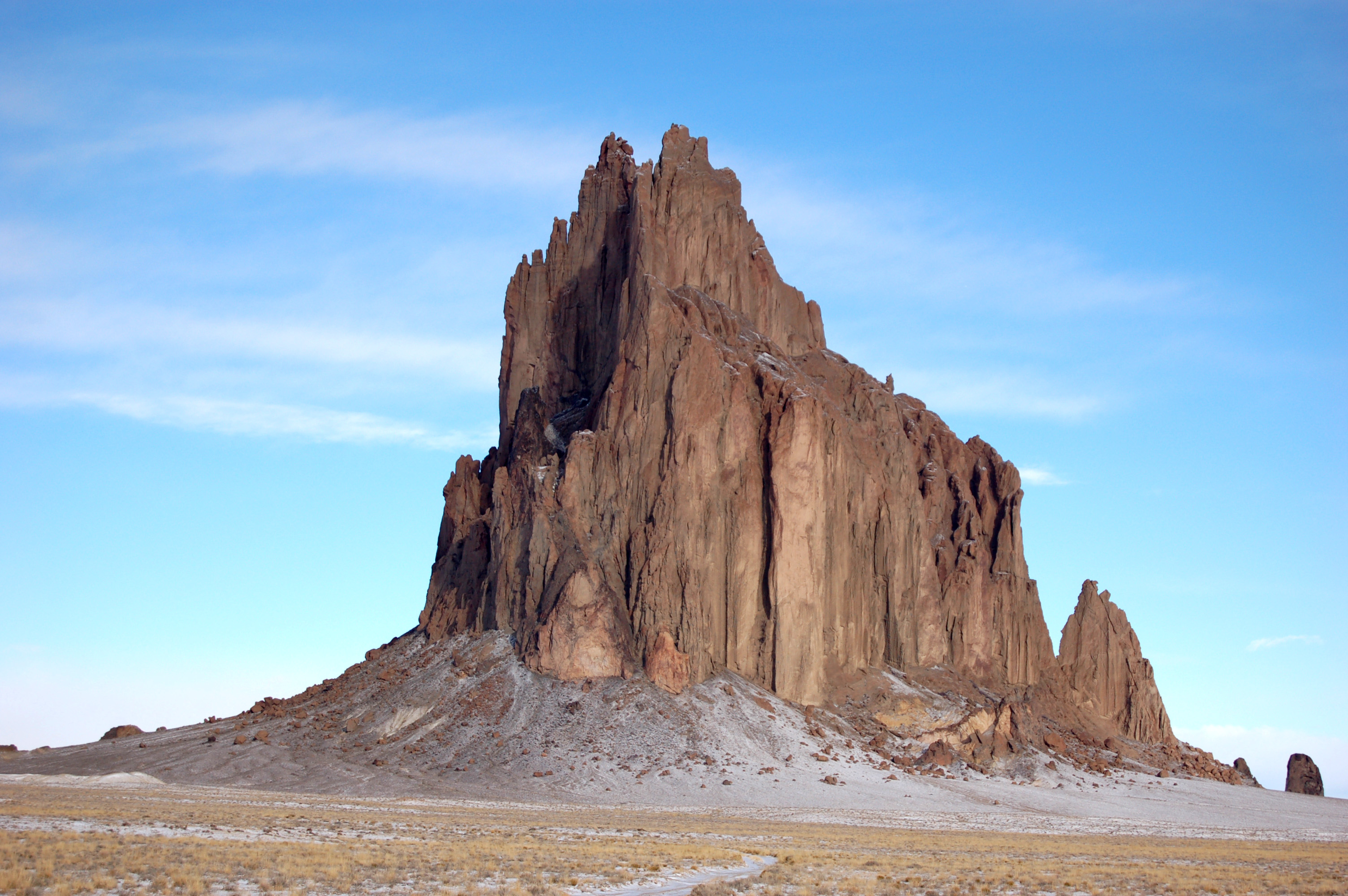
Der „Heilige Berg“, Shiprock

Tod am Heiligen Berg ist ein Ethno-Krimi. Die Kriminalromane der Serie um die beiden Ermittler Joe Leaphorn und Jim Chee, einen Polizisten der Navajo Tribal Police (Polizei der Navajo Nation Reservation), bauen sich auch um deren indianische Kultur auf. Ort der Handlung von Tod am Heiligen Berg ist der Nordosten des US-Bundesstaats New Mexico, dort die dünn besiedelten Navajo Nation Reservation. Der „Heilige Berg“ des Titels ist der Shiprock.

## Personen

### Ermittler
- Officer (Beamter) Jim Chee (Kriegername: „Der, der weit voraus denkt“[Anm. 2]), ein Angehöriger der Navajo (auch: Dinee, „Volk“). Er hat die Absicht Hataalii[Anm. 3] zu werden, einer, der rituelle Gesänge beherrscht, die eingesetzt werden, wenn ein Mensch mit sich und seiner Umwelt nicht mehr im Einklang lebt und deshalb erkrankt. Stationiert ist Chee seit drei Wochen in der Zentrale der Navajo Tribal Police in der Gemeinde Shiprock, wo er geschäftsführend („acting officer“) als Chef der Kriminalpolizei („Criminal Investigation Squad“) amtiert.
- Sein Ermittlungsteam besteht aus:
  - Bernadette Manuelito („Bernie“),
  - Officer Begayaya,
  - Deejay Hondo und
  - Edison Bai.
- Captain (Hauptmann) Largo, der Chef der Navajo Tribal Police in der Polizeidienststelle Shiprock, ist der Vorgesetzte von Jim Chee. Captain Largo ist zudem im Nebenerwerb Viehzüchter und reagiert deshalb auf Viehdiebstahl besonders empfindlich.
- Joe Leaphorn war Lieutenant (Leutnant) der Navajo Tribal Police, ist nun seit einem Jahr pensioniert und ebenfalls Angehöriger der Navajo. Seine Frau Emma ist vor einiger Zeit bei einer Operation verstorben. Er ist einsam und langweilt sich zunehmend.

### Die Freundinnen
- Janet Pete, Rechtsanwältin beim Federal public defender, und Jim Chee wollen heiraten.
- Die schon genannte Bernadette Manuelito („Bernie“) imponiert Jim Chee und die beiden kommen sich näher.

### Die anderen
- Drei Extrembergsteiger:
  - Bill Buchanan,
  - John Whiteside und
  - Jim Stopp finden beim Klettern am Shiprock einen toten weiteren Extrembergsteiger, der bereits skelettiert ist.
- Harold Breedlove („Hal“), reicher Erbe einer Ranch, ist vor 11 Jahren verschwunden. Im Laufe der Ermittlungen stellt sich heraus, dass er der gefundene Tote ist.
- Elisa Breedlove, geborene Demott, ist die Witwe und Erbin der Ranch. Sie hat früher beim Extrem-Bergsteigen mitgemacht.
- Eldon Demott, ihr Bruder, verwaltet die Ranch, wie das vorher schon sein Vater getan hat. Ihm ist sehr daran gelegen, die Ranch naturverträglich zu bewirtschaften.
- George Shaw ist ein Cousin von Harold Breedlove und ebenfalls Extrembergsteiger.
- Tommy Castro ist mit Elisa Breedlove zur Schule gegangen und hat zusammen mit ihrem Bruder und George Shaw Extrem-Bergtouren unternommen.
- Amoz Nez war Gästeführer für Harold und Elisa Breedlove, als Harold verschwand. Er wird Opfer eines Anschlags, nachdem das Skelett gefunden wurde.
- Hosteen[Anm. 4] Maryboy ist Grundeigentümer am Shiprock und kontrolliert so den Zugang zum einzigen Klettersteig auf den Gipfel, was er sich bezahlen lässt und was nicht alle gut finden.
- Dick Finch ist Viehinspektor des Staates New Mexico.

## Handlung

### Die Kriminalfälle
Zahlreiche Viehdiebstähle erzürnen Captain Largo und er übt Druck aus, dass Jim Chee und seine Ermittlungsgruppe sich damit vorrangig beschäftigen. Hinzu kommt der geschwätzige Viehinspektor Dick Finch, der auch nicht offen zu kooperieren scheint. Jim Chee fühlt sich mit der Ermittlung nach gestohlenen Rindern nicht wohl, auch gefallen ihm die bürokratischen Aufgaben nicht, die mit seinem Job als geschäftsführender Chef der Kriminalpolizei verbunden sind. Deshalb kümmert er sich lieber um das aufgetauchte Skelett des Extrem-Bergsteigers, vom Shiprock. Zumal der Fund weitere Verbrechen auszulösen scheint. Joe Leaphorn erinnert sich an das damalige Verschwinden von Hal Breedlove. Der Fall war damals als ungeklärt zu den Akten gelegt worden. Joe Leaphorn interessiert sich dafür, weil es jetzt Anhaltspunkte dafür gibt, dass damals nicht alles mit rechten Dingen zugegangen ist. Außerdem beauftragt die Familie Breedlove ihn als Privatdetektiv Informationen über das zu beschaffen, was damals vorgegangen ist. Denn zu Breedloves Ranch gehört Gelände auf dem sich Molybdän- und Goldvorkommen befinden. Die Familie Breedlove möchte gerne nachweisen, dass Hal Breedloves Witwe, Elisa, ihn umgebracht hat, um an das Erbe heranzukommen.
Während der Kriminalfall um den verschwundenen Hal Breedlove ausschließlich in der Sphäre „weißer“ Kultur spielt, ist dessen offizielle Lösung sehr der „indianischen“ Kultur verpflichtet: Bei der Entscheidung zwischen Recht und Gerechtigkeit entscheiden sich die Ermittler für die Gerechtigkeit und die „Harmonie“, nach der in der traditionellen Kultur der Navajos zu streben ist.

### Nebenhandlungen
Die Liebesgeschichte zwischen Jim Chee und Janet Pete leidet diesmal darunter, dass Janet Pete und Jim Chee zwar heiraten wollen, aber völlig unterschiedliche Vorstellungen davon haben, wie das Leben anschließend aussehen soll. Janet Pete will, dass beide in eine Großstadt an der Ostküste gehen und Jim dort bei einer Polizei- oder Justizbehörde eine Stelle annimmt. Möglich wäre das, aber Jim kann sich einfach nicht vorstellen, dass er in der fremden Kultur glücklich sein könnte und möchte in der Reservation bleiben. So steht am Ende so etwas wie eine Trennung.
Die junge Polizistin Bernadette Manuelito („Bernie“) macht zunächst keinen guten Eindruck auf Jim Chee, erweist sich aber als findige Polizistin und hält ihm mit guten Ideen zu den Viehdiebstählen den Rücken frei.
Louisa Bourebonette, eine Anthropologie-Professorin, und Joe Leaphorn, waren am Ende der letzten Folge ein Paar. Louisa wird in dieser Folge der Reihe nicht erwähnt.

## Ausgaben
- The Fallen Man. HarperCollins, New York 1996. ISBN 0-06-017773-X (Englischsprachige Erstausgabe).
- Deutschsprachige Ausgaben: 
Tod am heiligen Berg. Rowohlt Verlag, Reinbek bei Hamburg 
  - 1998. ISBN 978-3-499-43292-7
  - Neuausgabe 2001. ISBN 978-3-499-23111-7